# Jan Dostál
Jan Dostál (* 11. Februar 1988 in der Tschechoslowakei) ist ein ehemaliger tschechischer Bahn- und Straßenradrennfahrer.
Jan Dostál wurde 2008 jeweils Dritter bei den UIV-Cup-Rennen in Berlin und in Fiorenzuola d’Arda. Im folgenden Jahr wurde er zusammen mit Vojtěch Hačecký U23-Europameister im Madison. Bei den UCI-Bahn-Weltmeisterschaften 2009 belegte er den zehnten Platz im Omnium. In der Saison 2010 wurde Dostál U23-Europameister im Omnium. Bei der Europameisterschaft der Eliteklasse belegte er den zehnten Platz im Omnium.

## Erfolge
2009
- Europameister – Madison (U23) mit Vojtěch Hačecký

2010
- U23-Europameister – Omnium

## Teams
- 2011 ASC Dukla Prag
- 2012 ASC Dukla Prag
- 2013 SKC Tufo Prostějov
- 2014 Bohemia Cycling Track Team
- 2015 Bohemia Cycling Track